# Field (priimek)
Field je priimek več znanih oseb:
- Betty Field (1918—1973), ameriška igralka
- Erastus Salisbury Field (1805—1900), ameriški slikar
- Eugene Field (1850—1895), ameriški novinar in pesnik
- John Field (1899—1974), avstralski general
- John Field  (1782—1837), irsko-ruski skladatelj in pianist
- Joshua Field, inženir
- Rachel Field (1894—1942), ameriška pisateljica
- Sally Field (*1946), ameriška igralka
- Shirley Anne Field (*1938), angleška igralka
- Sylvia Field (1901—1998), ameriška igralka
- Virginia Field (1917—1992), ameriška igralka